# ونسان تیل
ونسان تیل (فرانسوی: Vincent Thill‎؛ زادهٔ ۴ فوریهٔ ۲۰۰۰) بازیکن فوتبال اهل لوکزامبورگ است.
از باشگاه‌هایی که در آن بازی کرده است می‌توان به باشگاه فوتبال متس اشاره کرد.
وی همچنین در تیم‌های ملی فوتبال زیر ۱۹ سال لوکزامبورگ و لوکزامبورگ بازی کرده است.